# Plestiodon skiltonianus
Plestiodon skiltonianus là một loài thằn lằn trong họ Scincidae. Loài này được Baird & Girard mô tả khoa học đầu tiên năm 1852.

## Hình ảnh

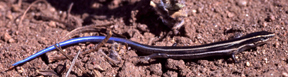
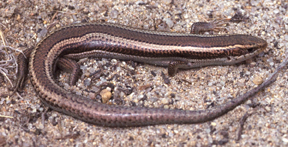